# Aequorea vitrina
Espèce
Synonymes
- Polycanna vitrina (Gosse, 1853)[1]

Aequorea vitrina, communément appelé Équorée de verre ou Équorée cristal, est une espèce de méduses de l'océan Atlantique Nord.

## Description
Ombrelle de 5 à 17 cm de diamètre, de couleur transparente marquée de 60 à 100 canaux radiaires, de couleur blanche ou bleutée.

### Espèces proches
- Aequorea forskalea a des canaux radiaires de couleur sombre.

## Répartition
Eaux de surface (quelques mètres de profondeur) de l'Atlantique Nord, Manche et mer du Nord.

## Publication originale
- Philip Henry Gosse, A naturalist's rambles on the Devonshire coast (œuvre écrite), Inconnu, Londres, 1853, [lire en ligne].